# Klaudia Jans
Pour les articles homonymes, voir Jans (homonymie).
Klaudia Jans, née le 24 septembre 1984 à Gdynia, est une joueuse de tennis polonaise, professionnelle entre 2000 et 2016.
Elle épouse le 2 juillet 2011 le journaliste sportif Bartosz Ignacik et s'aligne depuis lors sous son nom marital (Klaudia Jans-Ignacik). Elle met au monde une fille à l'été 2013 et doit donc interrompre sa carrière pour maternité le temps d'une saison entière.
Elle se consacrait principalement aux épreuves de double dames, associée jusqu'à l'automne 2011 exclusivement à Alicja Rosolska avec qui elle a remporté le tournoi de Marbella en 2009 et atteint sept autres finales sur le circuit WTA. Après plusieurs saisons sans partenaire régulière, elle a fait équipe avec Andreja Klepač en 2015.
Le 1er septembre 2016, elle annonce sa retraite sportive après avoir participé à ses troisièmes Jeux olympiques.
Elle a fait partie de l'équipe polonaise de Fed Cup, dont elle est la capitaine depuis janvier 2016.

## Palmarès

### Titres en double dames
| No | Date       | Nom et lieu du tournoi                  | Catégorie | Dotation    | Surface      | Partenaire          | Finalistes                           | Score             |          |
| -- | ---------- | --------------------------------------- | --------- | ----------- | ------------ | ------------------- | ------------------------------------ | ----------------- | -------- |
| 1  | 06-04-2009 | Andalucia Tennis Experience Marbella    | Intern'l  | 500 000 $   | Terre (ext.) | Alicja Rosolska     | Anabel Medina Virginia Ruano Pascual | 6-3, 6-3          | Parcours |
| 2  | 21-05-2012 | Internationaux de Strasbourg Strasbourg | Intern'l  | 220 000 $   | Terre (ext.) | Olga Govortsova     | Natalie Grandin Vladimíra Uhlířová   | 6-74, 6-3, [10-3] | Parcours |
| 3  | 06-08-2012 | Coupe Rogers Montréal                   | Premier 5 | 2 168 400 $ | Dur (ext.)   | Kristina Mladenovic | Nadia Petrova Katarina Srebotnik     | 7-5, 2-6, [10-7]  | Parcours |

### Finales en double dames
| No | Date       | Nom et lieu du tournoi              | Catégorie | Dotation  | Surface      | Vainqueures                            | Partenaire      | Score            |          |
| -- | ---------- | ----------------------------------- | --------- | --------- | ------------ | -------------------------------------- | --------------- | ---------------- | -------- |
| 1  | 09-08-2004 | Idea Prokom Open Sopot              | Tier III  | 300 000 $ | Terre (ext.) | Nuria Llagostera Vives Marta Marrero   | Alicja Rosolska | 6-4, 6-3         | Parcours |
| 2  | 25-04-2005 | J&S Cup Varsovie                    | Tier II   | 585 000 $ | Terre (ext.) | Tatiana Perebiynis Barbora Strýcová    | Alicja Rosolska | 6-1, 6-4         | Parcours |
| 3  | 18-07-2005 | Internazionali Femminili Palerme    | Tier IV   | 140 000 $ | Terre (ext.) | Giulia Casoni Mariya Koryttseva        | Alicja Rosolska | 4-6, 6-3, 7-5    | Parcours |
| 4  | 05-01-2009 | Brisbane International Brisbane     | Intern'l  | 220 000 $ | Dur (ext.)   | Anna-Lena Grönefeld Vania King         | Alicja Rosolska | 3-6, 7-5, [10-5] | Parcours |
| 5  | 12-10-2009 | Generali Ladies Linz                | Intern'l  | 220 000 $ | Dur (int.)   | Anna-Lena Grönefeld Katarina Srebotnik | Alicja Rosolska | 6-1, 6-4         | Parcours |
| 6  | 02-01-2011 | Brisbane International Brisbane     | Intern'l  | 220 000 $ | Dur (ext.)   | Alisa Kleybanova A. Pavlyuchenkova     | Alicja Rosolska | 6-3, 7-5         | Parcours |
| 7  | 16-05-2011 | Brussels Open by GDF Suez Bruxelles | Premier   | 618 000 $ | Terre (ext.) | Andrea Hlaváčková Galina Voskoboeva    | Alicja Rosolska | 3-6, 6-0, [10-5] | Parcours |

### Finale en double mixte
| No | Date       | Nom et lieu du tournoi | Catégorie | Dotation     | Surface      | Vainqueures                 | Partenaire        | Score     |          |
| -- | ---------- | ---------------------- | --------- | ------------ | ------------ | --------------------------- | ----------------- | --------- | -------- |
| 1  | 27-05-2012 | Roland-Garros Paris    | G. Chelem | 11 315 740 $ | Terre (ext.) | Sania Mirza Mahesh Bhupathi | Santiago González | 7-63, 6-1 | Parcours |

### Finale en double en WTA 125
| No | Date       | Nom et lieu du tournoi       | Catégorie | Dotation  | Surface    | Vainqueures                         | Partenaire          | Score    |          |
| -- | ---------- | ---------------------------- | --------- | --------- | ---------- | ----------------------------------- | ------------------- | -------- | -------- |
| 1  | 14-03-2016 | San Antonio Open San Antonio | WTA 125   | 125 000 $ | Dur (ext.) | Anna-Lena Grönefeld Nicole Melichar | Anastasia Rodionova | 6-1, 6-3 | Parcours |

## Parcours en Grand Chelem

### En simple
N'a jamais participé à un tableau final.

### En double dames
| Année | Open d'Australie            | Open d'Australie           | Internationaux de France      | Internationaux de France     | Wimbledon                     | Wimbledon                   | US Open                      | US Open                     |
| ----- | --------------------------- | -------------------------- | ----------------------------- | ---------------------------- | ----------------------------- | --------------------------- | ---------------------------- | --------------------------- |
| 2007  | 1er tour (1/32) S. Foretz   | Sun Shengnan Sun Tiantian  | 2e tour (1/16) A. Rosolska    | Ágnes Szávay V. Uhlířová     | 1er tour (1/32) A. Rosolska   | A. Hlaváčková Sandra Klösel | 2e tour (1/16) A. Rosolska   | C. Morariu Shaughnessy      |
| 2008  | 2e tour (1/16) C. Wozniacki | Yan Zi Zheng Jie           | 1er tour (1/32) Mervana Jugić | Cara Black Liezel Huber      | 1er tour (1/32) Mervana Jugić | C. Gullickson V. Uhlířová   | 3e tour (1/8) A. Rosolska    | Anabel Medina V. Ruano      |
| 2009  | 2e tour (1/16) A. Rosolska  | Yan Zi Zheng Jie           | 2e tour (1/16) A. Rosolska    | Yan Zi Zheng Jie             | 2e tour (1/16) A. Rosolska    | Cara Black Liezel Huber     | 2e tour (1/16) A. Rosolska   | A.-L. Grönefeld P. Schnyder |
| 2010  | 2e tour (1/16) A. Rosolska  | Hsieh Su-Wei Peng Shuai    | 1er tour (1/32) P. Schnyder   | R. Kulikova A. Sevastova     | 1er tour (1/32) E. Gallovits  | D. Cibulková Pavlyuchenkova | 2e tour (1/16) E. Gallovits  | A. Dulgheru M. Rybáriková   |
| 2011  | 1er tour (1/32) A. Rosolska | M. Niculescu Yan Zi        | 1er tour (1/32) A. Rosolska   | S. Kuznetsova V. Zvonareva   | 2e tour (1/16) A. Rosolska    | M. Erakovic T. Tanasugarn   | 1er tour (1/32) A. Rosolska  | J. Pegula T. Townsend       |
| 2012  | 2e tour (1/16) U. Radwańska | M. Kirilenko Nadia Petrova | 1er tour (1/32) Kudryavtseva  | N. Llagostera M. J. Martínez | 2e tour (1/16) A. Rosolska    | M. Erakovic T. Tanasugarn   | 2e tour (1/16) K. Mladenovic | S. Williams V. Williams     |
| 2014  | -                           | -                          | 1er tour (1/32) M. Zanevska   | M. Erakovic Arantxa Parra    | 2e tour (1/16) Beygelzimer    | Hsieh Su-wei Peng Shuai     | -                            | -                           |
| 2015  | 1/4 de finale A. Klepač     | Chan Yung-jan Zheng Jie    | 1er tour (1/32) A. Klepač     | J. Husárová Paula Kania      | 1er tour (1/32) A. Klepač     | Kimiko Date F. Schiavone    | 1er tour (1/32) Julia Görges | Kiki Bertens J. Larsson     |
| 2016  | 1er tour (1/32) Paula Kania | S. Lisicki B. Mattek       | 1er tour (1/32) Xenia Knoll   | A. Krunić Mirjana Lučić      | 1er tour (1/32) Ç. Büyükakçay | Naomi Broady Heather Watson | -                            | -                           |

Sous le résultat, la partenaire ; à droite, l’ultime équipe adverse.

### En double mixte
| Année | Open d'Australie            | Open d'Australie          | Internationaux de France | Internationaux de France | Wimbledon                    | Wimbledon                 | US Open                   | US Open                   |
| ----- | --------------------------- | ------------------------- | ------------------------ | ------------------------ | ---------------------------- | ------------------------- | ------------------------- | ------------------------- |
| 2010  | -                           | -                         | -                        | -                        | 2e tour (1/16) S. González   | Yan Zi Fyrstenberg        | -                         | -                         |
| 2011  | -                           | -                         | -                        | -                        | 1er tour (1/32) M. Matkowski | N. Grandin Ashley Fisher  | -                         | -                         |
| 2012  | 1er tour (1/16) S. González | J. Gajdošová Bruno Soares | Finale S. González       | Sania Mirza M. Bhupathi  | 1er tour (1/32) J.-J. Rojer  | A. Klepač J. Brunström    | 2e tour (1/8) Fyrstenberg | An. Rodionova J.-J. Rojer |
| 2014  | -                           | -                         | 2e tour (1/8) D. Inglot  | Alizé Cornet J. Eysseric | -                            | -                         | -                         | -                         |
| 2015  | -                           | -                         | -                        | -                        | 2e tour (1/16) Fyrstenberg   | Raquel Kops Raven Klaasen | -                         | -                         |

Sous le résultat, le partenaire ; à droite, l’ultime équipe adverse.

## Parcours en «Premier Mandatory» et «Premier 5»
Découlant d'une réforme du circuit WTA inaugurée en 2009, les tournois WTA « Premier Mandatory » et « Premier 5 » constituent les catégories d'épreuves les plus prestigieuses, après les quatre levées du Grand Chelem.

### En double dames
N.B. : le nom de la partenaire se trouve sous le résultat ; le nom des ultimes adversaires se trouve à droite.

## Parcours aux Jeux olympiques

### En double dames
| # | Date       | Nom de l'olympiade                  | Surface      | Résultat        | Partenaire      | Ultimes adversaires                 | Score          |          |
| - | ---------- | ----------------------------------- | ------------ | --------------- | --------------- | ----------------------------------- | -------------- | -------- |
| 1 | 11/08/2008 | Olympic Tennis Event Pékin          | Dur (ext.)   | 1er tour (1/16) | Alicja Rosolska | Lindsay Davenport Liezel Huber      | 6-2, 6-1       | Parcours |
| 2 | 28/07/2012 | Olympic Tennis Event Wimbledon      | Gazon (ext.) | 1er tour (1/16) | Alicja Rosolska | Maria Kirilenko Nadia Petrova       | 6-75, 6-3, 6-2 | Parcours |
| 3 | 06/08/2016 | Olympic Tennis Event Rio de Janeiro | Dur (ext.)   | 1er tour (1/16) | Paula Kania     | Eugenie Bouchard Gabriela Dabrowski | 6-4, 5-7, 6-3  | Parcours |

## Parcours en Fed Cup
| #                                                                  | Date       | Lieu        | Surface         | Gagnante(s)                          | Perdante(s)                          | Score         |          |
|                                                                    |            |             |                 |                                      |                                      |               |          |
| 2009 - Barrage (groupe mondial II) - Pologne - Japon - 3 : 2       |            |             |                 |                                      |                                      |               |          |
| 1                                                                  | 25/04/2009 | Gdynia      | Terre (ext.)    | Klaudia Jans Alicja Rosolska         | Ayumi Morita Ai Sugiyama             | 1-6, 6-3, 6-3 | Parcours |
|                                                                    |            |             |                 |                                      |                                      |               |          |
| 2010 - 1er tour (groupe mondial II) - Pologne - Belgique - 2 : 3   |            |             |                 |                                      |                                      |               |          |
| 2                                                                  | 06/02/2010 | Bydgoszcz   | Dur (int.)      | Klaudia Jans Alicja Rosolska         | An-Sophie Mestach Sofie Oyen         | 6-3, 3-6, 6-1 | Parcours |
|                                                                    |            |             |                 |                                      |                                      |               |          |
| 2010 - Barrage (groupe mondial II) - Pologne - Espagne - 1 : 4     |            |             |                 |                                      |                                      |               |          |
| 3                                                                  | 24/04/2010 | Sopot       | Moquette (int.) | Nuria Llagostera Arantxa Parra       | Klaudia Jans Alicja Rosolska         | 6-2, 6-4      | Parcours |
|                                                                    |            |             |                 |                                      |                                      |               |          |
| 2015 - 1er tour (groupe mondial) - Pologne - Russie - 0 : 4        |            |             |                 |                                      |                                      |               |          |
| 4                                                                  | 07/02/2015 | Cracovie    | Dur (int.)      | Vitalia Diatchenko A. Pavlyuchenkova | Klaudia Jans-Ignacik Alicja Rosolska | 6-4, 6-4      | Parcours |
|                                                                    |            |             |                 |                                      |                                      |               |          |
| 2016 - 1er tour (groupe mondial II) - États-Unis - Pologne - 4 : 0 |            |             |                 |                                      |                                      |               |          |
| 5                                                                  | 06/02/2016 | Kailua-Kona | Dur (ext.)      | Bethanie Mattek Coco Vandeweghe      | Klaudia Jans-Ignacik Paula Kania     | 6-1, 7-5      | Parcours |
|                                                                    |            |             |                 |                                      |                                      |               |          |
| 2016 - Barrage (groupe mondial II) - Pologne - Taïwan - 1 : 4      |            |             |                 |                                      |                                      |               |          |
| 6                                                                  | 16/04/2016 | Inowrocław  | Dur (int.)      | Chan Chin-wei Chuang Chia-Jung       | Klaudia Jans-Ignacik Katarzyna Kawa  | 6-2, 7-61     | Parcours |

## Classements WTA en fin de saison

### En simple
| Année | 2001 | 2002 | 2003 | 2004 | 2005 | 2006 | 2007 | 2008 |
| Rang  | 979  | 698  | 629  | 450  | 867  | 921  | 962  | 866  |

Source : (en) « Classements de Klaudia Jans », sur le site officiel du WTA Tour

### En double
| Année | 2001 | 2002 | 2003 | 2004 | 2005 | 2006 | 2007 | 2008 | 2009 | 2010 | 2011 | 2012 | 2014 | 2015 |
| Rang  | 825  | 258  | 439  | 167  | 104  | 85   | 77   | 57   | 48   | 49   | 43   | 29   | 62   | 41   |

Source : (en) « Classements de Klaudia Jans », sur le site officiel du WTA Tour